# تفسير التراث

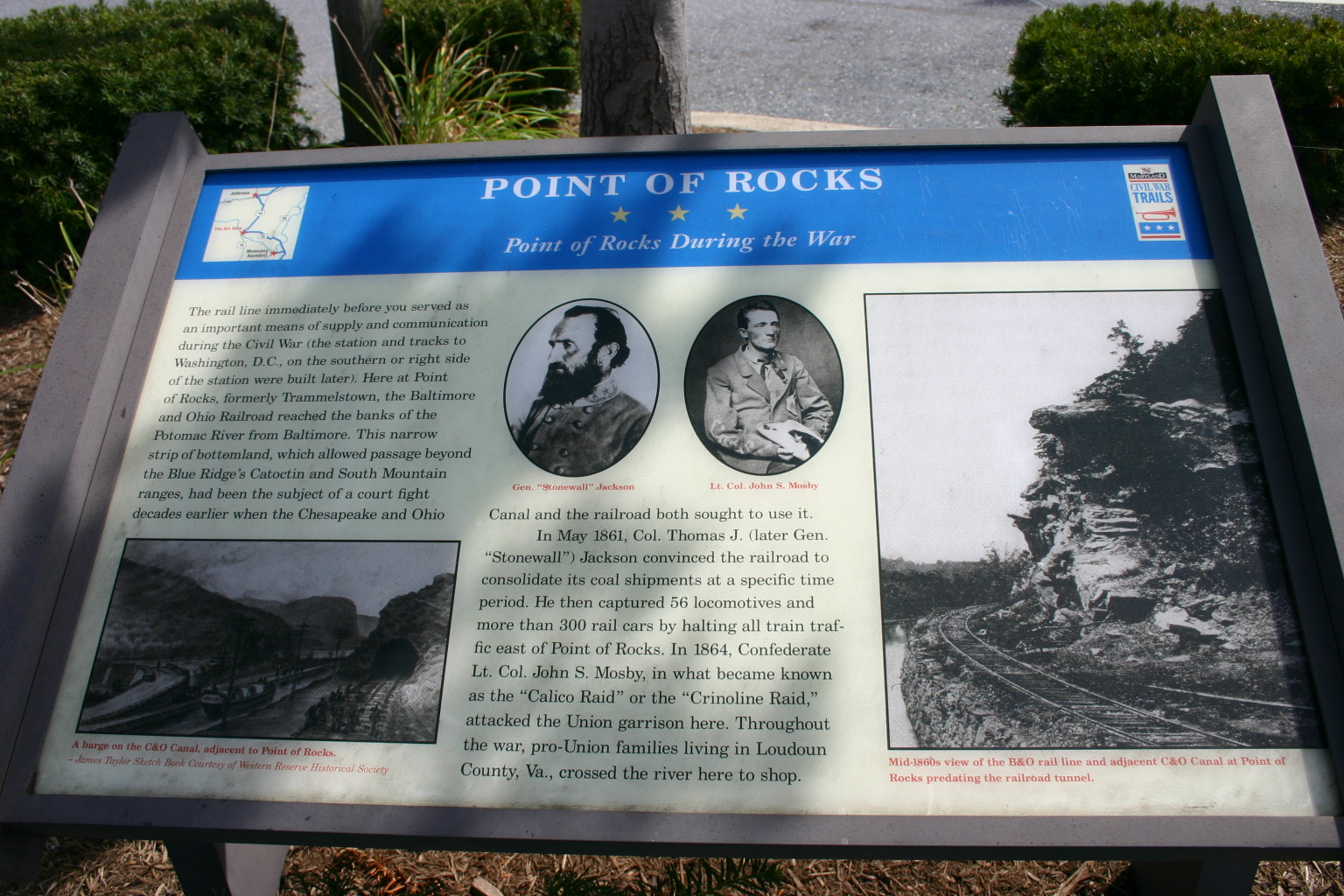
لافتة تفسيرية نموذجية على جانب الطريق خاصة بأحداث الحرب الأهلية الأمريكية. لاحظ استخدام خريطة وصور فوتوغرافية ونص لشرح الموضوع، وقد تم وضعها في موقع ذي صلة.

تفسير التراث هو نقل المعلومات حول، أو تفسير، الطبيعة والمنشأ وغرض المصادر والمواقع والظواهر التاريخية أو الطبيعية أو الثقافية باستخدام أساليب شخصية أو غير شخصية.
ويمكن وضع لافتات تفسير التراث في مراكز تفسير التراث المخصصة أو في المتاحف أو المواقع التاريخية أو الحدائق أو المعارض الفنية أو حدائق الحيوان أو الأحواض المائية أو الحدائق النباتية أو المحميات الطبيعية ومجموعة كبيرة من مواقع التراث الأخرى. وتتنوع وسائلها بشكل كبير للغاية، وقد تتضمن حالات السير المصحوبة بمرشدين ومحادثات ودراما والمحطات والعروض واللافتات والملصقات والأعمال الفنية والكتيبات والأعمال التفاعلية والأدلة السمعية والوسائط السمعية والبصرية. وتُسمى عملية تطوير نهج منظم لتفسير هذه القصص والرسائل والمعلومات باسم التخطيط التفسيري. إن النهج الموضوعي تجاه تفسير التراث، والذي يحظى بتأييد سام هام الأستاذ بجامعة إيداهو والجمعية الوطنية للتفسير وإدارة المتنزهات الوطنية الأمريكية وغيرها، هو الممارسة الأفضل.
والذين يستخدمون هذا الشكل من التفسير قد يتضمنون الحراس أو المرشدين أو علماء الطبيعية أو أمناء المتاحف أو متخصصي التفسير الطبيعي والثقافي أو مسؤولي التفسير أو ناقلي التراث أو المحاضرين أو المعلمين أو موظفي خدمات الزائرين أو المترجمين الفوريين أو غير ذلك من التخصصات الأخرى.

## تعريفات تفسير التراث
«تفسير التراث هو نشاط تعليمي يهدف إلى كشف المعاني والعلاقات من خلال استخدام الأشياء الأصلية عن طريق التجربة المباشرة والوسائط التوضيحية، بدلاً من مجرد توصيل معلومات واقعية».
- فريمان تيلدن لإدارة المتنزهات الوطنية الأمريكية

«أي عملية اتصال مصممة للكشف عن معاني وعلاقات التراث الثقافي والطبيعي للجمهور، من خلال المشاركة المباشرة مع كائن ما أو نتاج صنع البشر أو منظر طبيعي أو موقع.»
- إنتربريتيشن كندا (انظر الرابط أدناه)

«التفسير هو عملية نقل قائمة على المهام، والتي تصوغ علاقات عاطفية وفكرية بين اهتمامات الجمهور والمعاني الكامنة في الموارد.»
- الجمعية الوطنية للتفسير (انظر الرابط أدناه)
- مشروع التعريفات (ائتلاف من أكثر من عشرين مؤسسة اتحادية وغير ربحية في الولايات المتحدة - انظر الرابط أدناه)*

«التفسير يثري حياتنا من خلال إشراك العواطف وتعزيز التفاهم وتعميقه بين الأشخاص والأماكن والأحداث والكائنات من الماضي والحاضر.»
- جمعية تفسير التراث (انظر الرابط أدناه)

«التفسير هو عملية نقل الرسائل والقصص التي تتعلق بتراثنا الثقافي والطبيعي، وتزويد الجمهور بالإلهام وفهم أوسع لبيئتنا. أو ببساطة، التفسير هو ما يتعلق بسرد القصص.»
- الشبكة الاسكتلندية للتفسير (انظر الرابط أدناه)

«يشير التفسير إلى المجموعة الكاملة من الأنشطة المحتملة التي تهدف إلى زيادة الوعي العام وتعزيز فهم موقع التراث الثقافي. ويمكن أن تتضمن هذه الأنشطة المنشورات المطبوعة والإلكترونية والمحاضرات العامة والمنشآت الموجودة في الموقع وخارج الموقع والبرامج التعليمية والأنشطة المجتمعية والبحوث المستمرة والتدريب وتقييم عملية التفسير ذاتها.»
- ICOMOS «هي اختصار لـ» ميثاق تفسير وعرض مواقع التراث الثقافي 2008 (انظر الروابط أدناه)

## «مبادئ التفسير» عند تيلدن
في كتابه الصادر عام 1957، «تفسير تراثنا» (Interpreting Our Heritage)، حدد فريمان تيلدن ستة مبادئ للتفسير.
1. أي تفسير لا يربط بطريقة أو بأخرى بين ما يُعرض أو يُوصف وبين شيء ما داخل الشخصية، وإلا فستكون تجربة الزائر عقيمة.
2. المعلومات، بهذه الصفة، لا تكون تفسيرًا. التفسير هو الكشف القائم على معلومات. ولكنهما مختلفان كليًا. ومع ذلك، فإن جميع أنواع التفاسير تتضمن معلومات.
3. التفسير هو فن يجمع بين الكثير من الفنون، سواء كانت المواد المقدمة علمية أو تاريخية أو معمارية. وأي فن يكون بدرجة ما قابلاً للتعليم.
4. الهدف الرئيسي للتفسير ليس التلقين ولكن الحث.
5. يجب أن يهدف التفسير إلى تقديم منظور كلي وليس جزئيًا، ويجب أن يتناول ذاته بشكل شامل بدلاً من تناول أي مرحلة.
6. التفسير الموجه للأطفال (مثلاً حتى سن الثانية عشرة) يجب ألا يكون تخفيفًا لما يُقدم للكبار، ولكن يجب أن يتبع نهجًا مختلفًا اختلافًا جذريًا. وليكون في أفضل الحالات، فإنه يتطلب برنامجًا منفصلاً.
وعلى مدى السنوات الـ 50 الماضية، ظلت مبادئ تيلدن ذات صلة كبيرة بالمفسرين في جميع أنحاء العالم. وفي عام 2002، نشر لاري بيك وتيد كيبل «التفسير للقرن الحادي والعشرين - خمسة عشر مبدأ توجيهيًا لتفسير الطبيعية والثقافة»، والذي استند إلى مبادئ تيلدن الأصلية.

## وصلات خارجية
- Association for Heritage Interpretation (UK)
- Interpretation Australia
- Interpretation Canada
- Interpret-Europe
- Interpret Scotland نسخة محفوظة 20 نوفمبر 2012 على موقع واي باك مشين.
- Definitions Project
- National Association for Interpretation (US)
- Interpretation Network New Zealand (NZ) نسخة محفوظة 14 أغسطس 2009 على موقع واي باك مشين.
- Scottish Interpretation Network نسخة محفوظة 29 مارس 2010 على موقع واي باك مشين.
- ICOMOS "Ename" Charter
- ICOMOS International Committee on Interpretation and Presentation